# Phạm Tuân
Phạm Tuân (Quốc Tuấn, 14 febbraio 1947) è un cosmonauta vietnamita.
È stato il primo vietnamita nello spazio e, per estensione, anche la prima persona di uno stato del Terzo Mondo ed il primo asiatico (esclusi i russi). È sposato ed ha due figli.
Nel 1965 è entrato nella Không Quân Nhân Dân Việt Nam, l'aeronautica militare vietnamita, ed ha combattuto contro gli Stati Uniti nella guerra del Vietnam.
La notte del 27 dicembre 1972 rivendicò l'abbattimento con missili aria-aria di un B-52 statunitense sopra Hanoi mentre volava su un MiG-21 (la United States Air Force non ha confermato ufficialmente questo abbattimento) diventando il primo ed unico pilota ad aver abbattuto in combattimento aereo questo tipo di bombardiere strategico. Phạm Tuân ottenne varie decorazioni per il suo servizio in guerra. Alla fine della sua carriera militare ha raggiunto il grado di maggior generale, poi ha iniziato l'addestramento come ricercatore nel nascente programma spaziale sovietico-vietnamita.
È stato selezionato come cosmonauta il 1º aprile 1979 ed è partito con la missione Sojuz 37 nel luglio del 1980. L'equipaggio è stato ospite della stazione spaziale russa Saljut. Durante la missione Tuân ha compiuto esperimenti di fusione di minerali in condizioni di microgravità ed altri sulle piante; inoltre ha fotografato il Vietnam allo scopo di mapparlo. Ha trascorso nello spazio 7 giorni, 20 ore e 42 minuti compiendo 142 orbite.